# Pink Funky
Pink Funky è il terzo EP del girl group sudcoreano Mamamoo, pubblicato nel 2015.

## Tracce
1. Freakin Shoes – 2:59
2. Um Oh Ah Yeh (음오아예?, SeoninjangLR) – 3:34
3. A Little Bit (따끔?, TtakkeumLR, lit. Sting) – 3:49
4. No No No (갑과 을?, Gapgwa EulLR) – 3:16
5. Self Camera – 3:17
6. Ahh Oop! (아훕!?) (con Esna) – 3:21

Tracce bonus dell'edizione fisica sudcoreana
1. Um Oh Ah Yeh (Acappella version) – 1:33
2. Um Oh Ah Yeh (Instrumental) – 3:33
3. A Little Bit (Instrumental) – 3:44